# Joan Riera Gubau
Joan Riera Gubau (Santa Coloma de Farners, 28 d'abril de 1906 - 19 de maig de 1997) fou un industrial i filantrop català.
Riera començà a fer fortuna, als anys quaranta del segle passat, amb una indústria tèxtil de mitjons que regentava juntament amb el seu germà Josep a la seva ciutat natal. Anys més tard, l'empresa es va desmembrar i va anar a fer les Amèriques. Allà, va efectuar una inversió en uns terrenys adquirits a Veneçuela, els quals es van revalorar espectacularment després de descobrir-se petroli al subsòl. Després de vendre els terrenys, Riera va col·locar els diners en fons d'inversió americans i retornà a Santa Coloma. De retorn a casa, optà per portar una vida austera i recollida, que no feia pensar en la seva fortuna.
Durant els anys cinquanta es va produir un incendi que va destruir la fàbrica de Santa Coloma i es va veure obligat a construir-ne una de nova que va batejar amb el nom de "Yanki". Es va retirar del món empresarial l'any 1970.
En el seu testament, redactat vuit anys abans de la seva mort, que es va produir el 19 de maig de 1997, amb 91 anys, Riera va declarar a la Generalitat de Catalunya com a “hereva universal” de tots els seus béns, amb la condició que es destinessin a l'aprenentatge de l'anglès dels joves de Santa Coloma de Farners i comarca. A partir d'aquell moment el Departament d'Economia i Finances de la Generalitat, a través de la Direcció General de Patrimoni, va començar un llarg procés de recerca per tal d'identificar i localitzar els seus béns.
L'herència constava de dues parts. La primera constava de diversos béns localitzats a l'Estat entre els quals, a part dels terrenys de la fàbrica Yanki de Santa Coloma i diners en diversos comptes corrents, hi havia un Seat 1430 amb matrícula de Navarra. Per altra banda, es va descobrir, posteriorment, després d'anys d'investigacions, una segona part que constava de 42 milions de dòlars ingressats en un compte corrent d'un banc estranger. Els interessos generats per aquests diners constitueixen el "Fons Especial Joan Riera Gubau" i han servit per finançar els estudis d'anglès i les estades a l'estranger dels alumnes becats.
Segons sembla, el senyor Riera va tenir dificultats per aprendre l'anglès i amb la seva donació volia 
evitar que els nois i noies del seu poble i comarca patissin aquest problema.
D'ençà que es posaren en marxa, més de 1.300 joves de Santa Coloma de Farners i la comarca de la Selva han estudiat a l'estranger gràcies a les beques de la Fundació Joan Riera i Gubau.